# Sväljarålar
Sväljarålar (Saccopharynx) är det enda släktet i familjen Saccopharyngidae. De är djuphavsfiskar med en fjällös och ålliknande kropp, stor mun med bakåtkrökta tänder och tänjbar mage. Det vetenskapliga namnet kommer från latinets saccus "säck" och grekiskans φάρυγξ, pharynx "svalg".
I allmänhet är de svarta och är mellan 60 cm och 160 cm långa, varav stjärten står för större delen. De förekommer i den batypelagiska zonen på ungefär 2000 m djup. Alla arter har ett lysorgan på stjärtspetsen, vars funktion är okänt. 

## Arter
Tio arter har beskrivits:
- Saccopharynx ampullaceus (Harwood, 1827) (Sväljarål)
- Saccopharynx berteli Tighe & Nielsen, 2000
- Saccopharynx harrisoni Beebe, 1932
- Saccopharynx hjorti Bertin, 1938
- Saccopharynx lavenbergi Nielsen & Bertelsen, 1985
- Saccopharynx paucovertebratis Nielsen & Bertelsen, 1985
- Saccopharynx ramosus Nielsen & Bertelsen, 1985
- Saccopharynx schmidti Bertin, 1934
- Saccopharynx thalassa Nielsen & Bertelsen, 1985
- Saccopharynx trilobatus Nielsen & Bertelsen, 1985